# خورشیدگرفتگی ۲۷ نوامبر ۲۰۹۵
خورشیدگرفتگی ۲۷ نوامبر ۲۰۹۵ (به انگلیسی: Solar eclipse of November 27, 2095) یک خورشیدگرفتگی از نوع خورشیدگرفتگی حلقه‌ای است. این خورشیدگرفتگی در تاریخ ۲۷ نوامبر ۲۰۹۵ میلادی (‎۷ آذر ۱۴۷۴ خورشیدی) روی خواهد داد که زمان اوج آن، ساعت ۱:۰۲:۵۷ به‌وقت ساعت هماهنگ جهانی است. مدت زمان و طول این خورشیدگرفتگی ۸ دقیقه و ۴۷ ثانیه خواهد بود.